# Ideobisium crassimanum
Espèce
Ideobisium crassimanum est une espèce de pseudoscorpions de la famille des Syarinidae.

## Distribution
Cette espèce se rencontre au Venezuela, à Trinité-et-Tobago , en République dominicaine et en Équateur.

## Description
Ideobisium crassimanum mesure de 1,68 à 2,03 mm.

## Publication originale
- Balzan, 1892 : Voyage de M. E. Simon au Venezuela (Décembre 1887 - Avril 1888). 16e mémoire (1) Arachnides. Chernetes (Pseudoscorpiones). Annales de la Société Entomologique de France, vol. 60, p. 497-552 (texte intégral).